# Francesco Franceschi
Francesco Franceschi, italijanski tiskar, * 1530, Siena, † 1599, Benetke.
Franceschi je bil eden najbolj znanih italijanskih tiskarjev 16. stoletja, saj je slovel po izjemno kvalitetnih tiskih. Razlog temu je bilo, da je uporabljal kovinske, ne pa lesene plošče. Deloval je v Benetkah.